# Victor Ndip
Victor Ndip (18 agosto 1967) è un ex calciatore camerunese, di ruolo difensore.